# Acrotylus diana
Acrotylus diana är en insektsart som beskrevs av Heinrich Hugo Karny 1910. Acrotylus diana ingår i släktet Acrotylus och familjen gräshoppor. Inga underarter finns listade i Catalogue of Life.